# Nils Schager
Carl Axel Nils Schager, född 19 november 1884 i Stockholm, död där 15 juli 1966, var en svensk skogsman.
Nils Schager var son till kammarrättsrevisorn Axel Conrad Schager och halvbror till Henrik och Ingeborg Schager. Han avlade mogenhetsexamen i Stockholm 1903 och utexaminerades från Klotens skogsskola 1906 samt från Skogsinstitutet 1908. Han blev extraordinarie jägmästare 1909, tjänstgjorde inom Domänverket 1909–1912 bland annat som assistent i Blekinge-Åhus revir 1910–1911 och biträdande jägmästare där 1912 samt var amanuens i Domänstyrelsen 1912–1917. Från 1917 var han ombudsman för det samma år bildade Sveriges skogsägarförbund i Stockholm. Bland hans olika uppdrag märks att han var sekreterare hos sakkunniga för utredning angående vård och förvaltning av allmänna skogar i mellersta och södra Sverige 1914 samt ledamot av virkesmätningskommittén 1933, av statens vednämnd 1939 och av 1936 års skogsutredning 1941. Han invaldes i Lantbruksakademien 1945. Schager publicerade Om hagmarksskötsel och dess ekonomi. 2. Södra Sverige (1913, Skogsvårdsföreningens folkskrifter) och medverkade flitigt i den skogliga fackpressen, bland annat i Svensk trävarutidning. På uppdrag av Socialiseringsnämnden utarbetade han Det svenska skogsbrukets förutsättningar och historia (1925) och Sveriges enskilda skogar (1925), båda ingående i Statens offentliga utredningar. Nils Schager är begravd på Norra begravningsplatsen utanför Stockholm.